# Route nationale 141 (France)
Pour les articles homonymes, voir Route nationale 141.
 (juillet 2017).
La route nationale 141, ou RN 141, est une route nationale française reliant Saintes à Limoges, mais qui initialement continuait jusqu'à Clermont-Ferrand, constituant l'une des principales liaisons routières transversales entre le Massif central et la côte atlantique.
Maillon occidental de la Route Centre-Europe Atlantique, la RN 141 est de ce fait très fréquentée par les convois de poids-lourds qui effectuent la traversée transversale de la France, et certaines de ses portions sont considérées comme particulièrement accidentogènes, notamment dans le département de la Charente, où plusieurs localités demeurent encore à dévier en 2023.

## Histoire
À sa création en 1824, la route royale 141 était définie « de Clermont à Saintes par Limoges ». Elle succède à la route impériale 161, créée par un décret du 16 décembre 1811.
Longue de 335,505 km, elle traversait cinq départements :
- le Puy-de-Dôme : 48,300 km via « Clermont, Pont-Gibaud et Saint-Avit »[3] ;
- la Creuse : 81,207 km via « Aubusson, Bourganeuf »[4] ;
- la Haute-Vienne : 73,273 km via « Saint-Léonard, Limoges, Saint-Junien »[5] ;
- la Charente : 114,751 km via « Chabanais, Chasseneuil, La Rochefoucauld, Angoulême, Jarnac, Cognac »[6] ;
- la Charente-Inférieure (actuellement Charente-Maritime) : 17,974 km via Saintes[6].

Dans la Creuse, la section « aux abords et en avant de Bourganeuf » appartient à la route no 140 d'Uzerche à Montargis. La section à l'entrée d'Angoulême appartient à la route no 10 de Paris à Bayonne et celle à la sortie de cette même ville à la route no 139 de Périgueux à La Rochelle. À Saintes, elle rencontre la route no 138 de Bordeaux à Rouen.
À l'origine, cette route transversale reliait d'ouest en est d'abord Saintes à Orcines (La Baraque), où la route nationale 89 continuait jusqu'à Clermont-Ferrand en tronc commun (le tracé de cette dernière route est rectifié en 1842). Elle traversait donc aussi l'est de la Haute-Vienne puis les départements de la Creuse et du Puy-de-Dôme. Cette section a été déclassée dans ces trois départements :
- dans la Haute-Vienne, avec effet au 1er janvier 1976, sur 34,956 km[7] ;
- dans la Creuse, avec effet[8] :
  - au 1er janvier 1974 entre la limite départementale de la Haute-Vienne et la RN 690 à Aubusson, sur 49,639 km,
  - au 1er janvier 1975 entre ladite intersection et la limite départementale du Puy-de-Dôme, sur 33,420 km.

Dans ces deux départements, l'État a repris le tronçon situé entre Limoges et le Puy-de-Dôme exclu. Cette section a été finalement définitivement rétrocédée aux départements en 2006.
- dans le Puy-de-Dôme, avec effet[9] :
  - au 1er janvier 1974 entre la limite départementale de la Creuse et la RN 141B, sur 39,482 km,
  - au 1er janvier 1973 entre ladite intersection et la RN 9, sur 28,7 km.

À l'ouest de Limoges, la plupart des traversées d'agglomération évitées par une déviation, ainsi que les anciens tracés, ont été renumérotés D 941, D 941A ou D 942. Cependant, à l'est, l'entrée est d'Aubusson a été renumérotée RD 941A et la traversée de Pontgibaud est devenue la RD 941B puis la RD 943.
La mise en 2×2 voies de la RN 141 est entamée au début des années 1990 à partir de Limoges et Angoulême. Depuis 2013, la voie express relie à l'est Limoges à Exideuil-sur-Vienne et à l'ouest Angoulême à Chasseneuil-sur-Bonnieure, ne laissant qu'une vingtaine de kilomètres non aménagés. À noter que le nouveau CPER (Contrat de Plan État-région) 2015-2020 a retenu le principe d'un doublement de la portion entre Exideuil-sur-Vienne et Roumazières-Loubert.

## Parcours détaillé

### De Saintes à Angoulême (70 kilomètres)

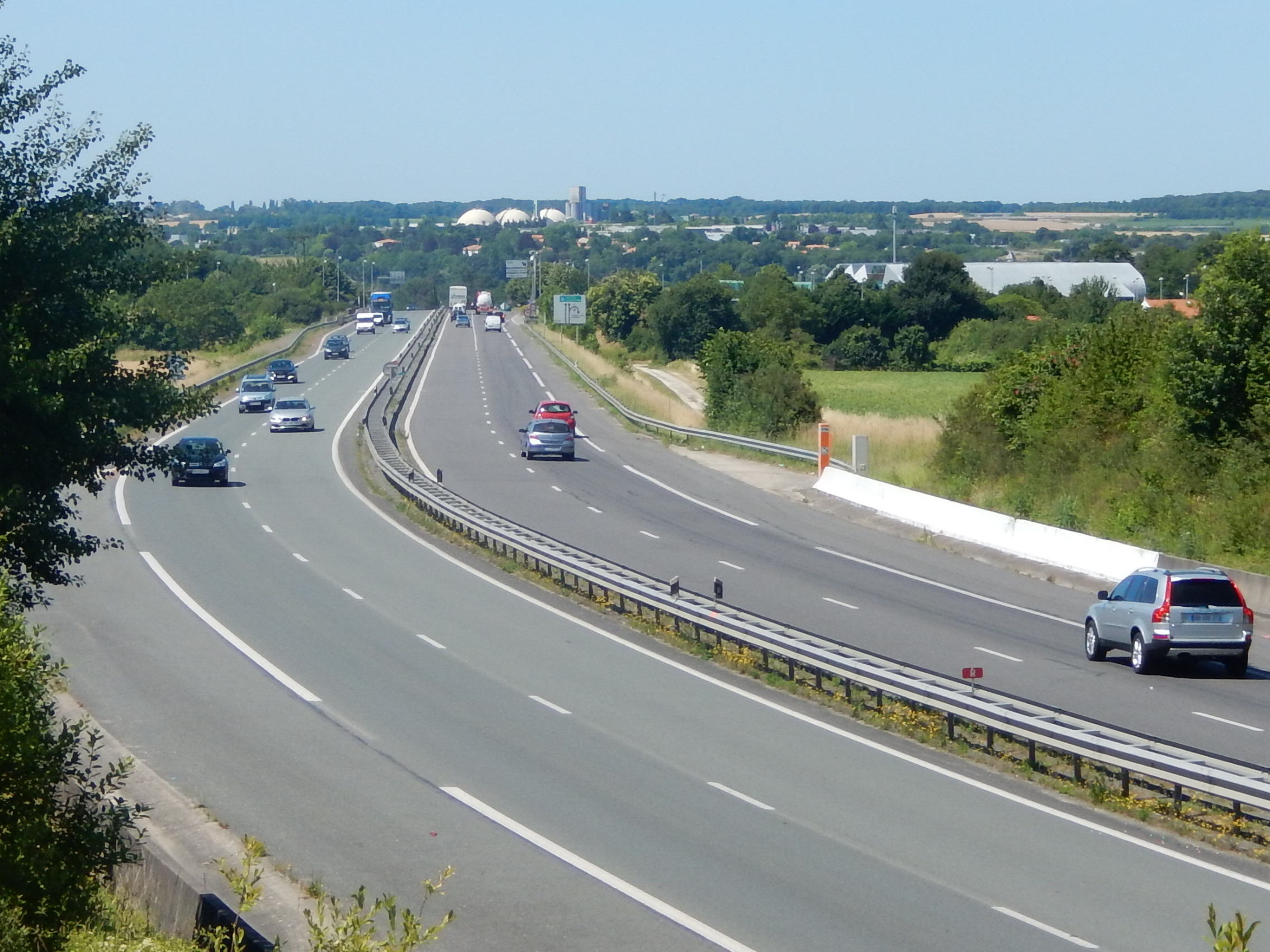
La route nationale 141 en tant que portion sud-est de la rocade de Saintes.

La section de la route nationale 141 située entre Saintes et Cognac est fréquemment surnommée « route haute de Cognac » ou « route haute ». Elle s'oppose ainsi à la route départementale 24, dite « route basse », qui relie Saintes à Cognac en longeant le fleuve Charente.
- Saintes (km 0)
- Le Maine-Allain, commune de Chaniers (km 9)
- Coran, commune de Chaniers (km 10)
- Le Pontreau, communes de Dompierre-sur-Charente et de Chérac (km 17)
- Javrezac (km 27)
- Cognac (km 29)
- Jarnac (km 44)
- Malvieille, commune de Moulidars (km 57)
- Hiersac (km 59)
- La Vigerie, commune de Saint-Saturnin (km 62)
- Fléac (km 67)
- Saint-Yrieix-sur-Charente (km 69)
- Angoulême (rocade nord) (km 70)

### D'Angoulême à Limoges (105 kilomètres)
- Angoulême (rocade nord) (km 70)
- Champniers (km 78)
- Ruelle-sur-Touvre (km 80)

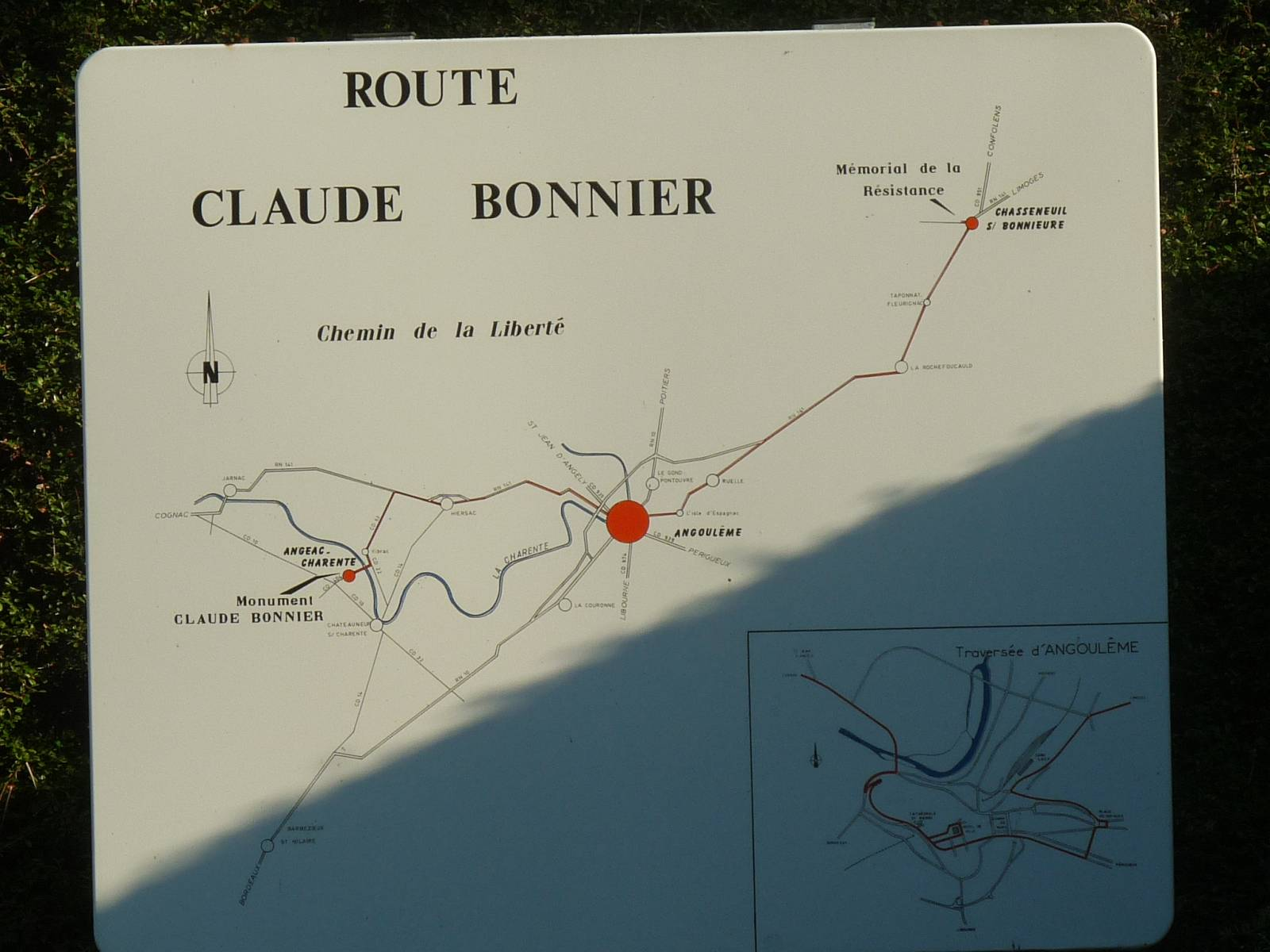
Route Claude Bonnier - Chemin de la Liberté

- Les Favrauds, communes de Brie et de Mornac (km 82)[11]
- Les Rassats, commune de Brie (km 83)
- Saint-Projet-Saint-Constant (km 92)
- La Rochefoucauld (km 94)
- Taponnat-Fleurignac (km 99)
- Jardenat, commune de Chasseneuil-sur-Bonnieure (km 104)
- Chasseneuil-sur-Bonnieure (km 105)
- Suaux (km 111)
- Le Pouyalet, commune de Suaux (km 112)
- Fontafie, commune de Genouillac (km 113)
- Roumazières-Loubert (km 118)
- Le Pont-Sigoulant, commune de La Péruse (km 120)
- La Péruse (km 121)
- Maison-Neuve, commune d'Exideuil (km 124)
- Saint-Léonard, commune d'Exideuil (km 125)
- Chabanais (km 129)
- Rouillac, commune d'Étagnac (km 133)
- Mons, commune d'Étagnac (km 134)
- Saint-Junien (km 144)
- La Croix-Blanche, commune de Saint-Junien (km 145)
- Les Séguines, commune de Saint-Junien (km 146)
- La Malaise, commune de Saint-Brice-sur-Vienne (km 148)
- Le Loubier, commune de Saint-Victurnien (km 154)
- La Barre, commune de Veyrac (km 161)
- Beauvalet, commune de Verneuil-sur-Vienne (km 163)
- La Côte, commune de Verneuil-sur-Vienne (km 164)
- Le Breuil, commune de Verneuil-sur-Vienne (km 165)
- Limoges (km 175)

### Ancien tracé de Limoges à Aubusson (87 kilomètres)
- Limoges (km 175)
- Panazol (km 179)

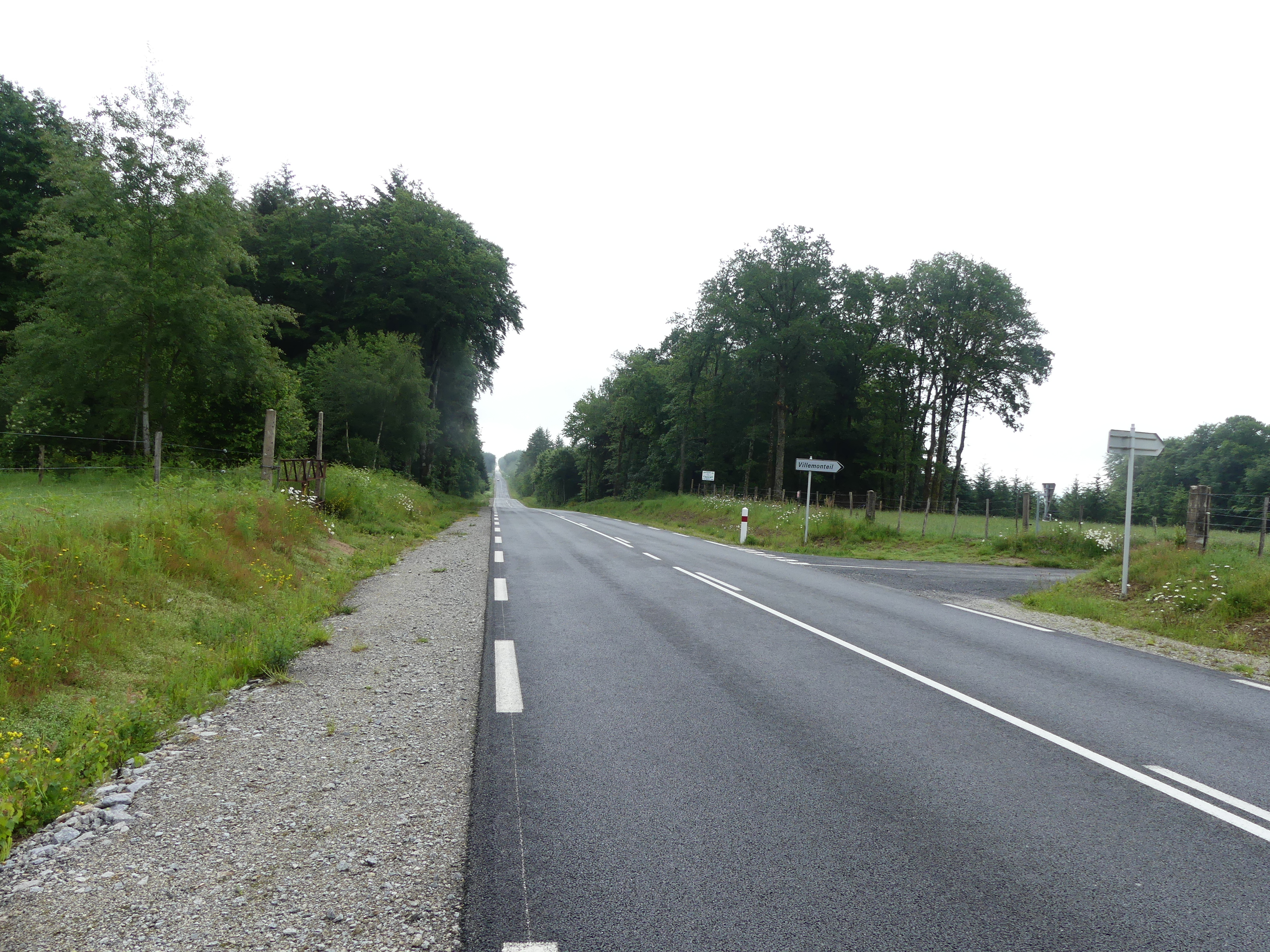
La RD 941 à Chavanat.

- Les Chabannes, commune de Saint-Just-le-Martel (km 185)
- Le Verdeau, commune de Saint-Just-le-Martel (km 186)
- Le Grand-Salé, commune de Saint-Just-le-Martel (km 187)
- Saint-Antoine, commune de Royères (km 190)
- Saint-Léonard-de-Noblat (km 196)
- Ecouveaux, commune de Saint-Léonard-de-Noblat (km 197)
- Moissannes
- Valléjas, commune de Sauviat-sur-Vige (km 208)
- Sauviat-sur-Vige (km 209)
- Le Nouhaud, commune de Saint-Amand-Jartoudeix (km 212)
- Montboucher
- Bourganeuf (km 224)
- Mansat-la-Courrière
- La Chaise-Grandvallée, commune de Soubrebost (km 231)
- Pontarion (km 233)
- Saint-Hilaire-le-Château (km 238)
- Faye, commune de La Pouge (km 241)
- La Pouge (km 242)
- Charbonnier, communes de Chavanat et de Saint-Georges-la-Pouge (km 244)
- Courcelles, commune de Saint-Michel-de-Veisse (km 251)
- Farges, commune de Saint-Marc-à-Frongier (km 256)
- Blessac
- Aubusson (km 262)

### Ancien tracé d'Aubusson à Pontgibaud (64 kilomètres)
- Aubusson (km 262)
- Quioudeneix, commune de Néoux (km 270)
- Prondessagne, commune de Saint-Avit-de-Tardes (km 268)
- Les Puids, commune de Saint-Avit-de-Tardes (km 269)
- La Villetelle (km 278)
- Naleichard, commune de Mautes (km 282)
- La Maison-Rouge, commune de Saint-Bard D 941 (km 283)
- La Villeneuve (km 285)
- Létrade, commune de Mérinchal (km 291)
- Le Guet, commune de Saint-Avit (km 294)
- Saint-Avit (km 295)
- Cheval-Blanc, commune de Condat-en-Combraille (km 299)
- La Baraque, commune de Condat-en-Combraille (km 300)
- La Rodde, commune de Combrailles (km 304)
- Le Boueix, commune de Combrailles (km 305)
- Pontaumur (km 308)
- La Goutelle (km 318)
- Bromont-Lamothe (km 323)
- Pontgibaud (km 326) : avenue de Verdun

### Ancien tracé de Pontgibaud à Clermont-Ferrand (30 kilomètres)
- Saint-Ours (km 331)

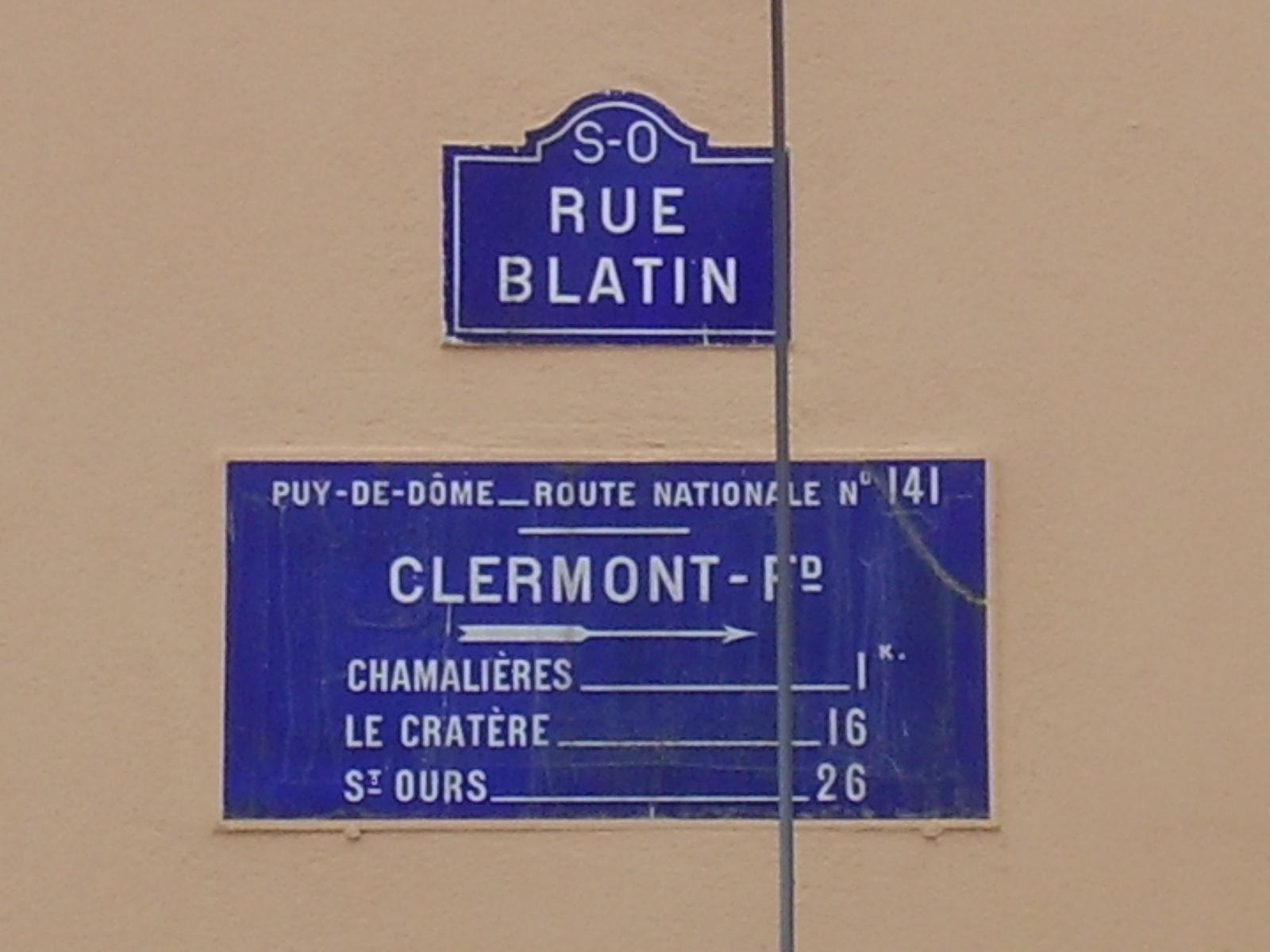
Plaque à Clermont-Ferrand près de la place de Jaude en place en février 2009.

- Le Vauriat, commune de Saint-Ours (km 332)
- Col de la Nugère (altitude 885 m)
- Le Cratère, commune de Volvic (km 342)
- Sayat
- Nohanent
- Durtol (km 352)
- Clermont-Ferrand (km 355) : avenue du Limousin
- Chamalières : avenue Joseph-Claussat
- Clermont-Ferrand : avenue Franklin-Roosevelt puis rue Blatin

Ce tronçon appartient à la RD 943. Le tracé de la RD 941 a été modifié en 2006 et la nouvelle RD 941 reprend le tracé via le col des Goules, qui appartenait alors à la RN 141B, elle-même déclassée en RD 941B, puis à la RN 141A, elle-même déclassée en RD 941A après La Baraque :
- Col des Goules (altitude 997 m)
- La Fontaine du Berger, commune d'Orcines
- Chez Vasson, commune d'Orcines
- La Baraque, commune d'Orcines
- Clermont-Ferrand : avenue du Puy de Dôme

### Antennes
La route nationale 141 possédait plusieurs antennes :
- la RN 141A reliait Clermont-Ferrand à la frontière communale Olby/Nébouzat, aux Quatre Routes ;
- une autre RN 141A existait ; longue de 625 mètres, elle a été déclassée à la suite de la réforme de 1972 (avec effet au 1er janvier 1974[7]) ;
- la RN 141B reliait Orcines (La Baraque) à Pontgibaud. Elle est devenue RD 941B puis RD 941 ;
- la RN 141C reliait Durtol à Ceyrat. Elle est devenue RD 941C puis RD 944.

## Aménagements et travaux

### Mise à 2×2 voies de la RN 141 entre Saintes et Limoges

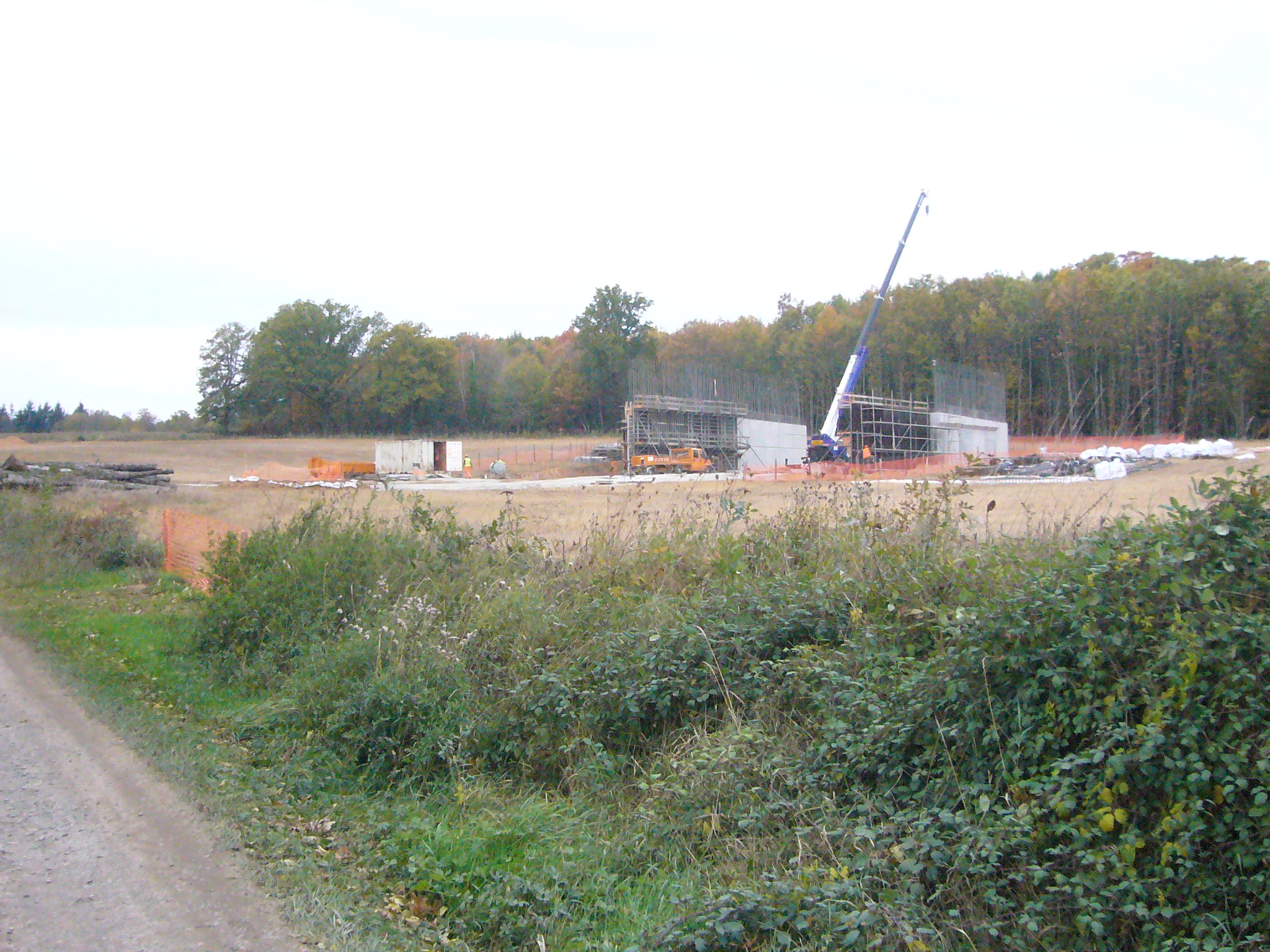
Les travaux près de Chabanais en octobre 2010

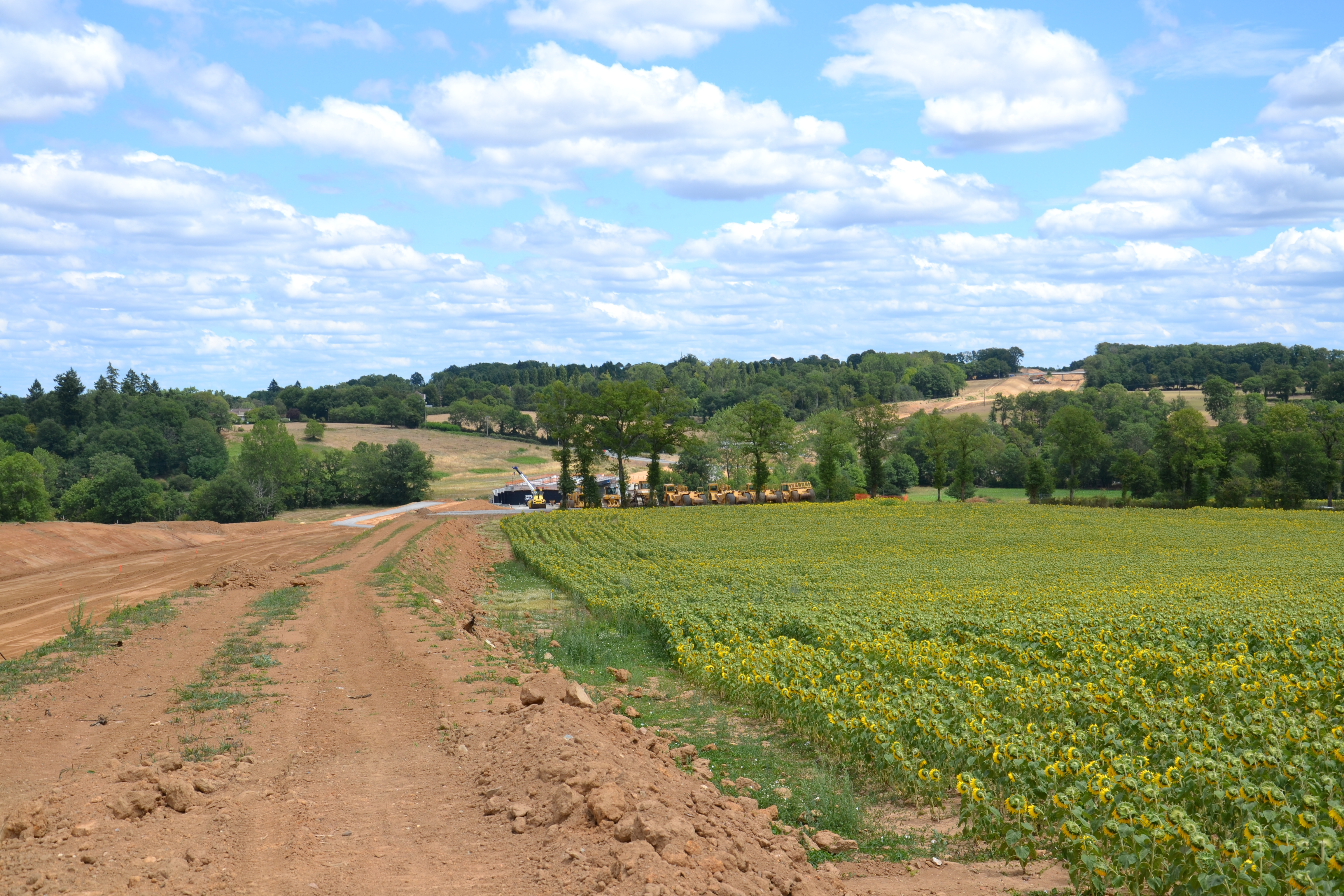
Travaux près de Chabanais en juillet 2011

La mise en 2×2 voies de la RN 141 a été entamée au début des années 1990. En 1991, c'est la portion de la sortie occidentale de Limoges qui la première est doublée. En 2000 est prononcée la déclaration d'utilité publique pour le doublement de la route entre Chasseneuil-sur-Bonnieure et Limoges (renouvelée en 2009).
| Département          | Longueur totale | En 2×2 voies | En 2×1 voies |
| -------------------- | --------------- | ------------ | ------------ |
| en Charente-Maritime | 19 km           | 6 km         | 13 km        |
| en Charente          | 111 km          | 51 km        | 60 km        |
| en Haute-Vienne      | 34 km           | 34 km        | 0 km         |
| Total                | 164 km          | 91 km        | 73 km        |

Tronçons en construction ou en projet :
- Charente-Maritime :
  - contournement de Saintes (début des travaux en 2007).
- Charente :
  - contournement de Cognac ;
  - contournement de Jarnac (ouverture réalisée le 6 décembre 2006) ;
  - contournement de Malvieille, lieu-dit entre Hiersac et Jarnac ;
  - contournement de Saint-Yrieix - Les Planes et Fléac (travaux liés à ceux de la LGV, ouverture réalisée le 15 juin 2020[13]) ;
  - contournement de La Rochefoucauld (ouverture réalisée le 20 décembre 2010) ;
  - contournement de Chasseneuil-sur-Bonnieure (ouverture réalisée le 28 avril 2003) ;
  - grande déviation de la Haute Charente : Suaux, Roumazières-Loubert, La Péruse, Chabanais, Étagnac (ouverture de la section Chabanais (Grenord)-Étagnac le 27 juin 2013, enquête publique sur les réquisitions parcellaires de la section Roumazières - Chabanais en mai 2016[14]) ;
  - travaux en 2017-2018 sur le tronçon de 10 km entre Exideuil et Roumazières-Loubert[15],[16] ;
  - de 2017 à 2020, études, acquisitions foncières et premiers travaux sur le tronçon de 10 km entre Roumazières-Loubert et Chasseneuil-sur-Bonnieure[15].
- Haute-Vienne :
  - tronçon La Barre ouest-Les Séguines (ouverture à la circulation depuis fin novembre 2008) ;
  - tronçon La Barre est-Les Quatre Vents (ouverture partielle à la circulation le 11 décembre 2012 et ouverture complète depuis fin mai 2013).

### Échangeurs
La finalisation de la liaison Limoges - Saint-Junien a permis la numérotation de certains échangeurs, dans le prolongement de la numérotation de la Route Centre-Europe Atlantique.

#### Entre Saintes et Angoulême
- : Chérac, Dompierre-sur-Charente
- Contournement de Cognac
- 92 D49 : Gensac-la-Pallue, zones d'activités
- 91 D158 : Bourg-Charente, Gensac-la-Pallue, Julienne
- 90 D736 : Jarnac, Segonzac
- 89 N2141 : Rouillac, Sigogne, Les Métairies, Jarnac
- 88 D18 : Mérignac, Foussignac, Bouras
- 87 D14 : Hiersac, Champmillon, Moulidars (en projet)
- 86 D941: Fléac, Saint-Saturnin
- 85 D939 : Saint-Jean-d'Angély
- 84 D737 : Saint-Yrieix-sur-Charente
- Échangeur entre N10 et N141

#### Entre Angoulême et Limoges
- Échangeur entre N10 (Paris, Poitiers) et N141 +  82 D910 (de et vers Bordeaux): Gond-Pontouvre, Angoulême-nord au nord d'Angoulême
- 81 D1000 : Angoulême
- 80 D 23 : Ruelle-sur-Touvre, Champniers
- 79 D 941 : Les Rassats, Mornac, Pranzac
- 78 D 105 : Bunzac, Rancogne, camp militaire
- 77 D 942 : Saint-Projet-Saint-Constant,  Aire de repos Claude Bonnier (dans les deux sens)
- 76 D 6 : Mansle, Rivières, Montbron, La Rochefoucauld
- 75 : Taponnat
- 74 D 62 : Chasseneuil-sur-Bonnieure, Mansle, Montemboeuf
- Carrefour giratoire entre N 141 et D 951 : Chasseneuil-sur-Bonnieure, Lussac, Saint-Claud, Confolens, Bellac, Guéret par RD ( 73 D 951 en projet)
- 72 : Suaux, Lussac, Nieuil (en projet)
- 71 : Roumazières-Loubert, La Péruse (en projet)
- 70 D 941 : Chabanais, Exideuil (en projet)
- 69 : Chabanais, Etagnac
- 68 D 948 : Etagnac, Saillat-sur-Vienne, Confolens, Niort, château de Rochebrune
- Limite des départements de Charente et de Haute-Vienne
- 67 : Saint-Junien, Rochechouart, Bellac
- 66 (de et vers Angoulême) : Saint-Brice-sur-Vienne, Oradour-sur-Glane
- Aire de repos Loubier (sens  Limoges-Angoulême)
- 65 : La Barre, Saint-Victurnien, Veyrac, Saint-Gence
- 64 : Veyrac, Saint-Gence, Oradour-sur-Glane
- 63 (de et vers Angoulême) : Verneuil-sur-Vienne
- Échangeur entre N 141, N 520 (A20) et D 2000 (Périgueux)
- La N141 devient la D941
- 61 Le Breuil - D 20 (de et vers Limoges) : Verneuil-sur-Vienne, Nieul, aéroport de Limoges-Bellegarde
- 60 Le Mas Loge et  59 Le Moulin Roux : Landouges
- Entrée dans Limoges

#### Tracé de la N520 entre la N141 et l'A20
- 61 D 200 : Aéroport de Limoges-Bellegarde, Verneuil-sur-Vienne, Nieul, Saint-Gence
- 59 N 147 : Poitiers, Bellac, Nieul, Chaptelat, Couzeix
- Carrefour giratoire entre N 520 et Zone commerciale Nord
- Carrefour giratoire entre N 520 et A20 (sortie 28)

### Travaux menés sur l'ancienne RN 141
Dans la Haute-Vienne, le pont de Noblat, sur la commune de Saint-Léonard-de-Noblat, a été réparé en 2009.
Dans la Creuse, le département a mené divers travaux de modernisation de l'axe, notamment en aménageant des créneaux de dépassement.
Dans le Puy-de-Dôme, sur le nouveau tracé de la RD 941 (ancienne RD 941B), un carrefour giratoire a été construit avec la RD 62 à Saint-Ours en 2007.

## Trafic
- Département de la Creuse : environ 3 000 véhicules par jour du fait de la densité de population et du caractère rural du département (2004)[19].
- Département de la Charente: 12 000 camions par jour
- Saint-Ours : 3 801 véhicules par jour (poste de comptage permanent, 10,3 % de poids lourds).
- La Baraque (actuelle RD 941) : 14 707 véhicules par jour (moyenne 2006).
- Durtol (actuelle RD 943) : 8 098 véhicules par jour (moyenne 2006)[20].

## Galerie d'images

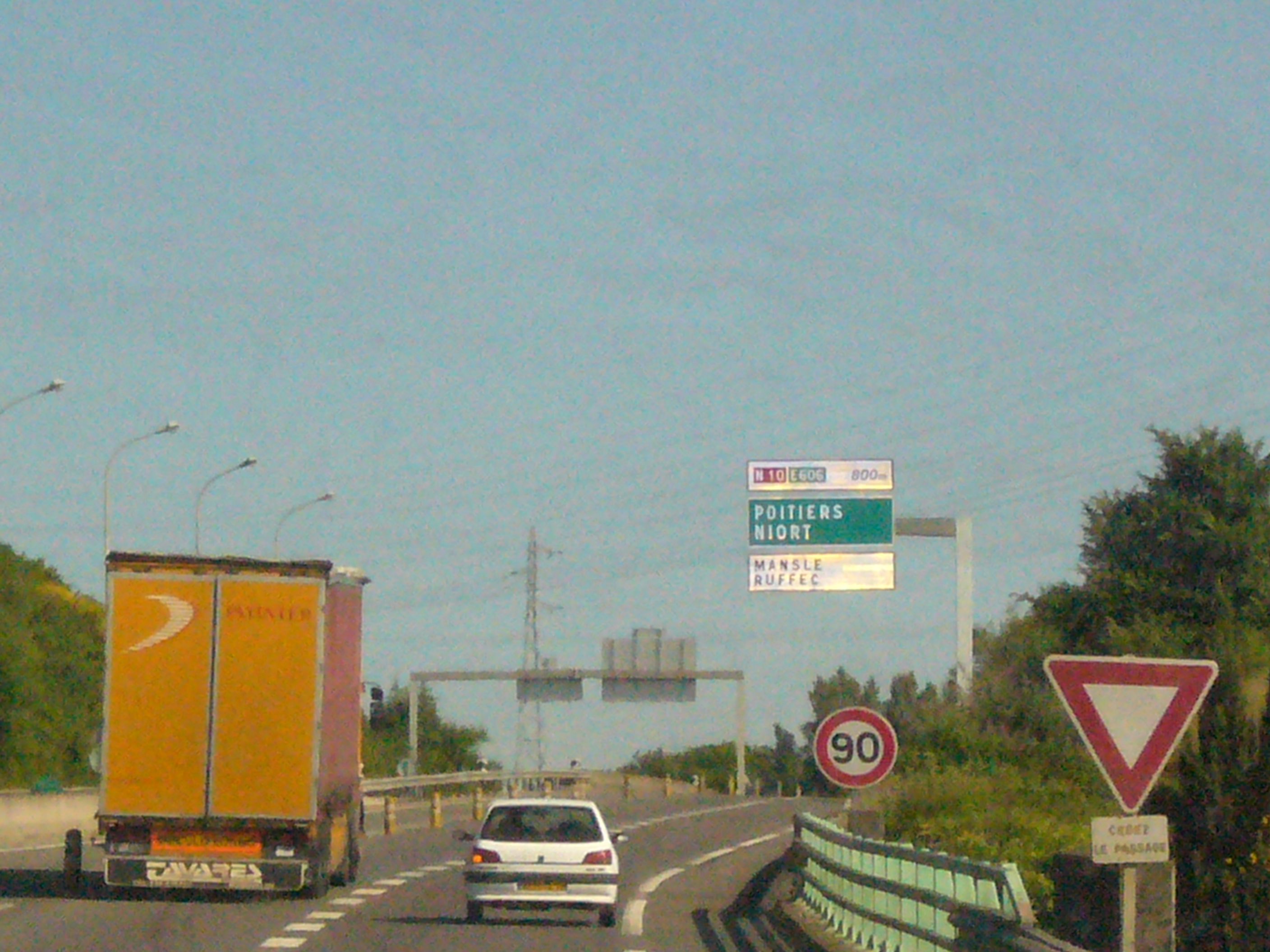
À l'échangeur nord d'Angoulême avec la RN 10.
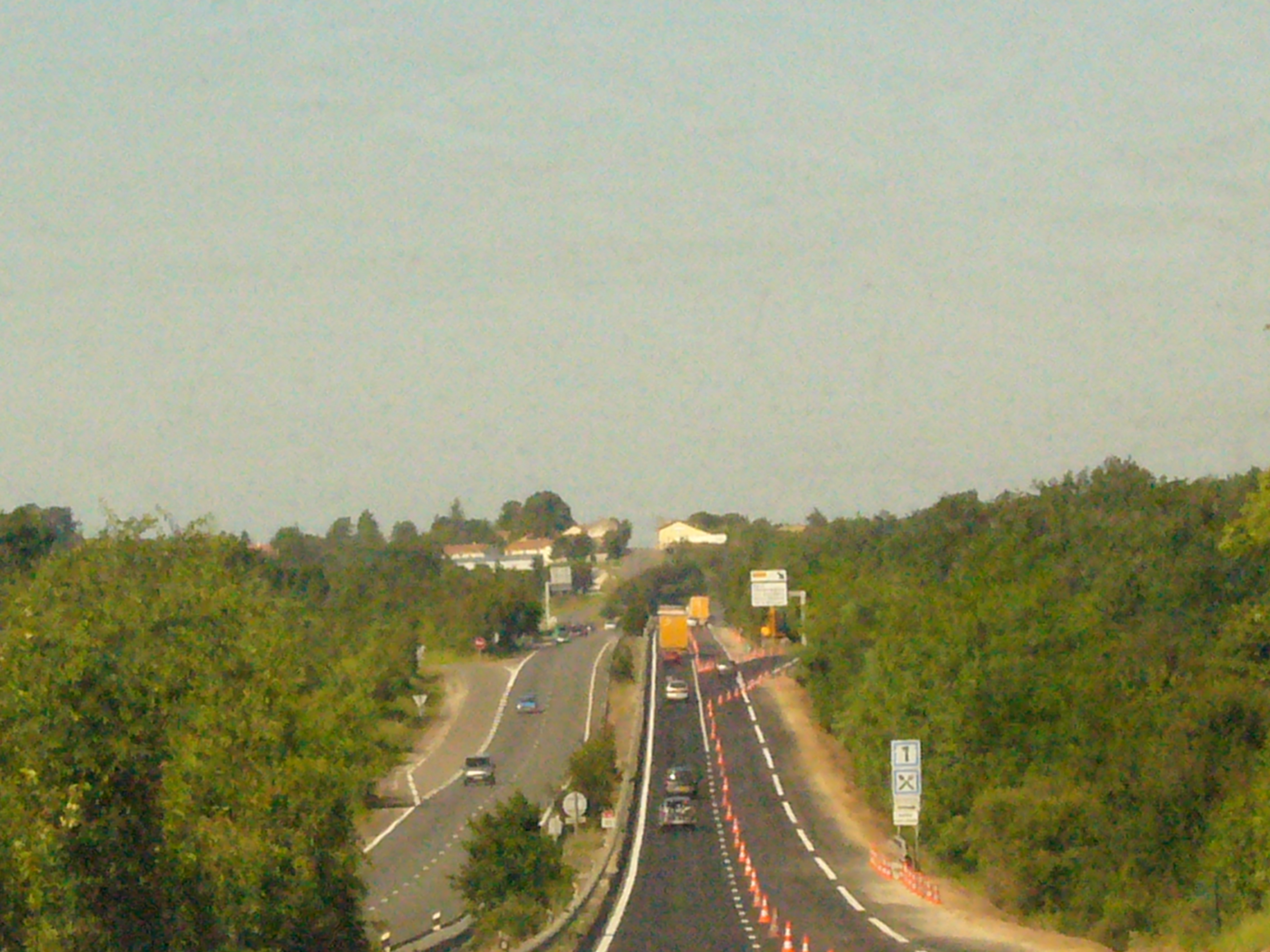
À Brie (lieu-dit Les Rassats).
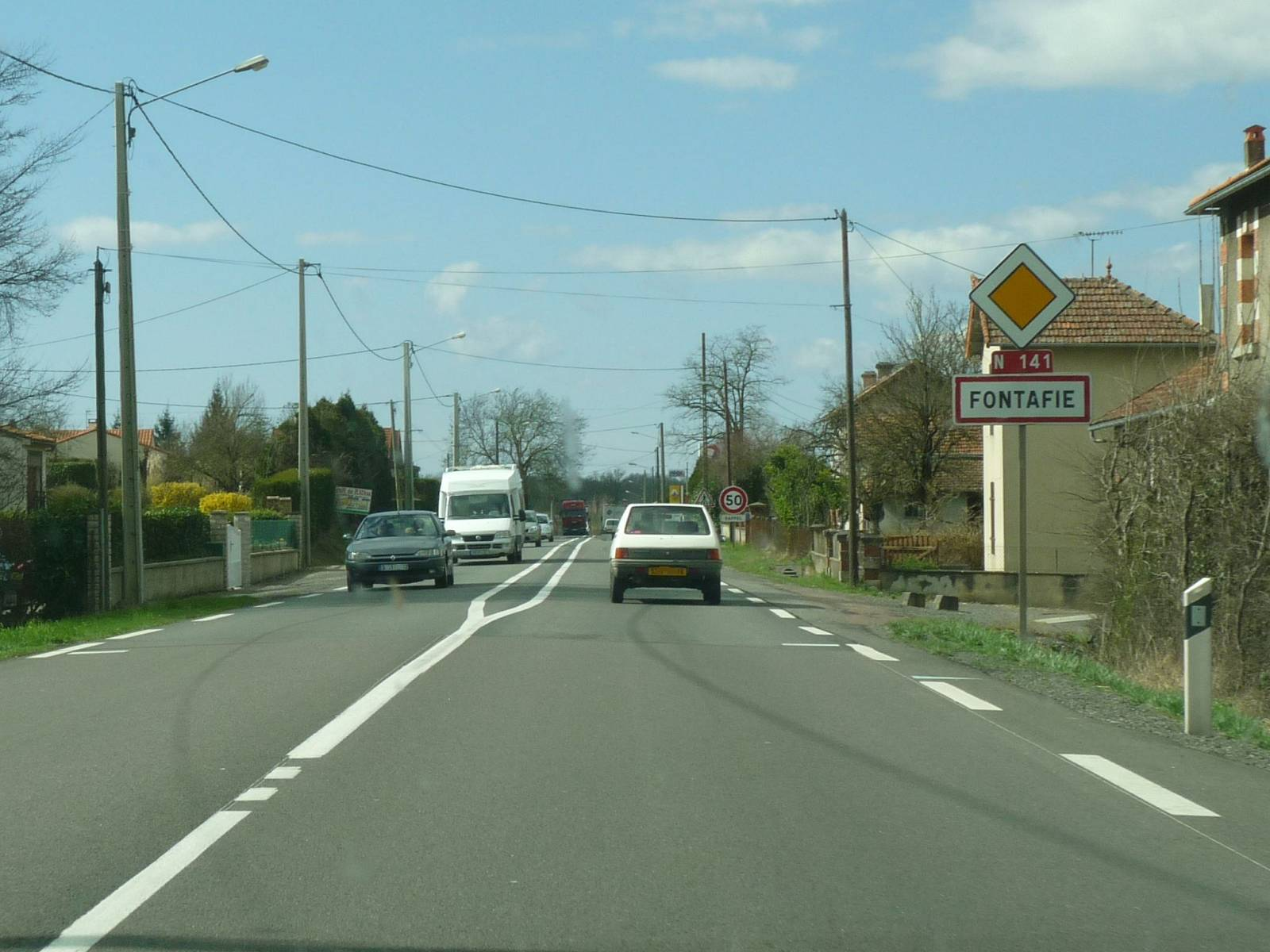
À Fontafie.
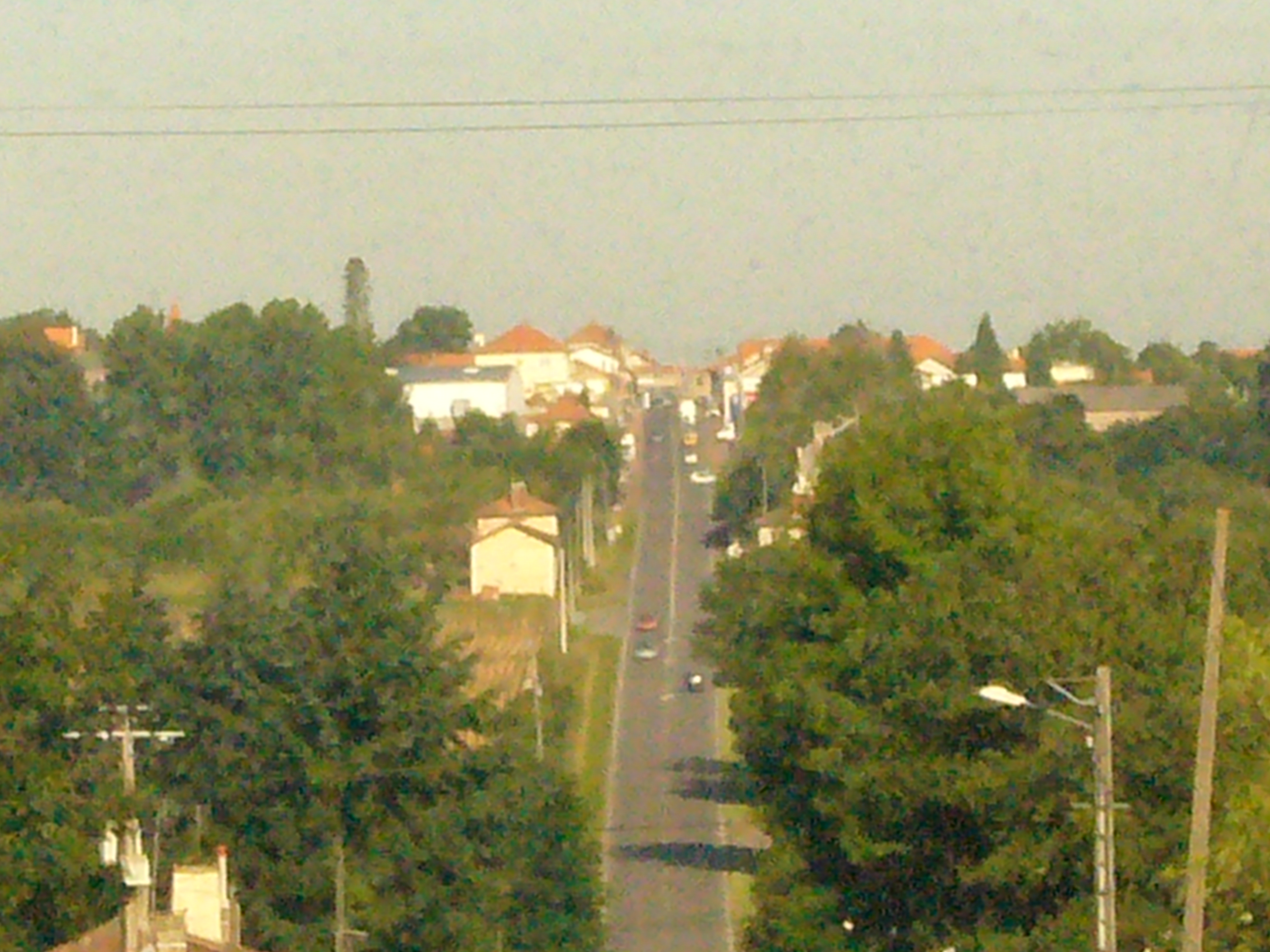
Entre Roumazières-Loubert et La Péruse.
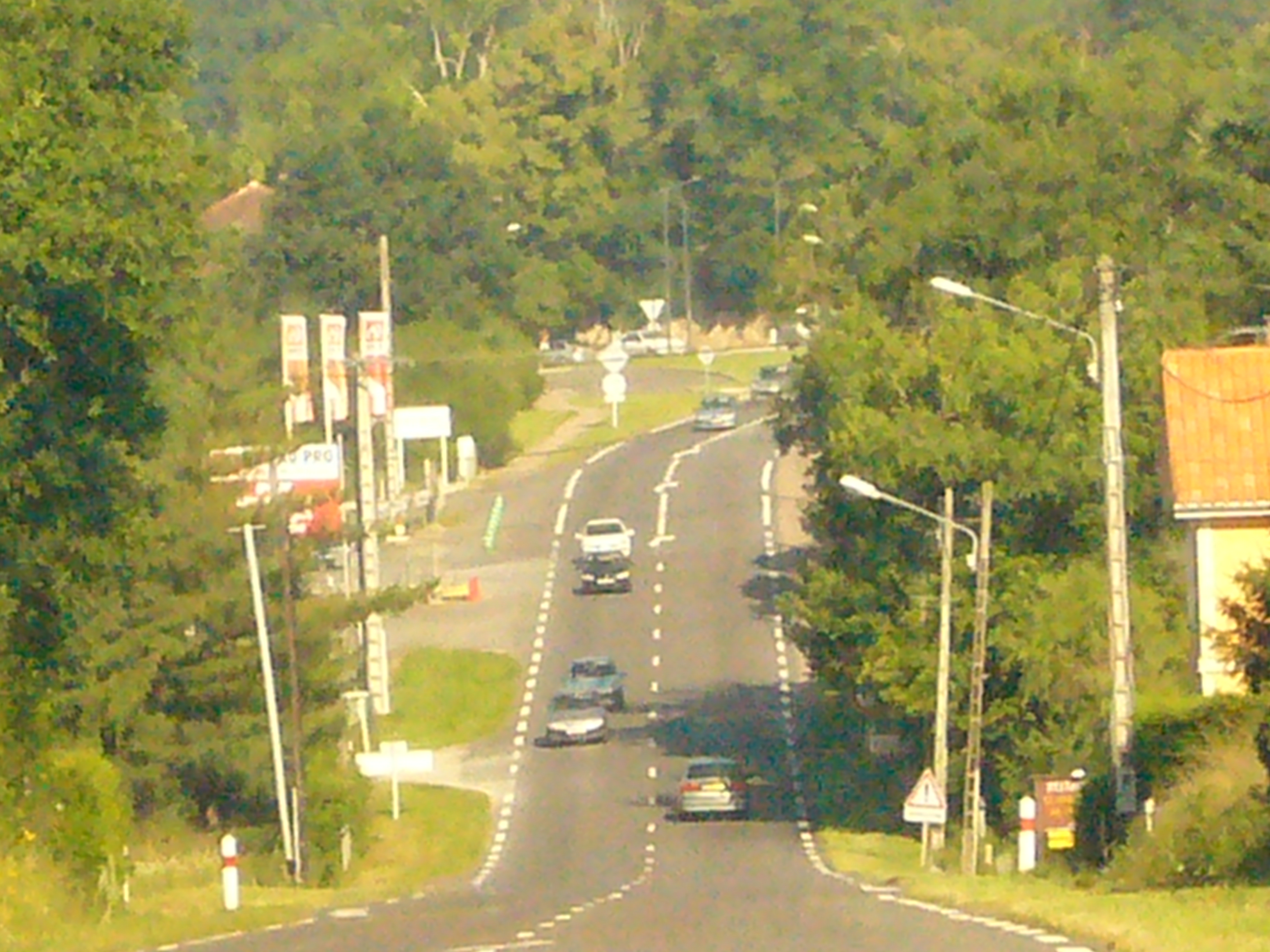
À l'entrée de Chabanais.
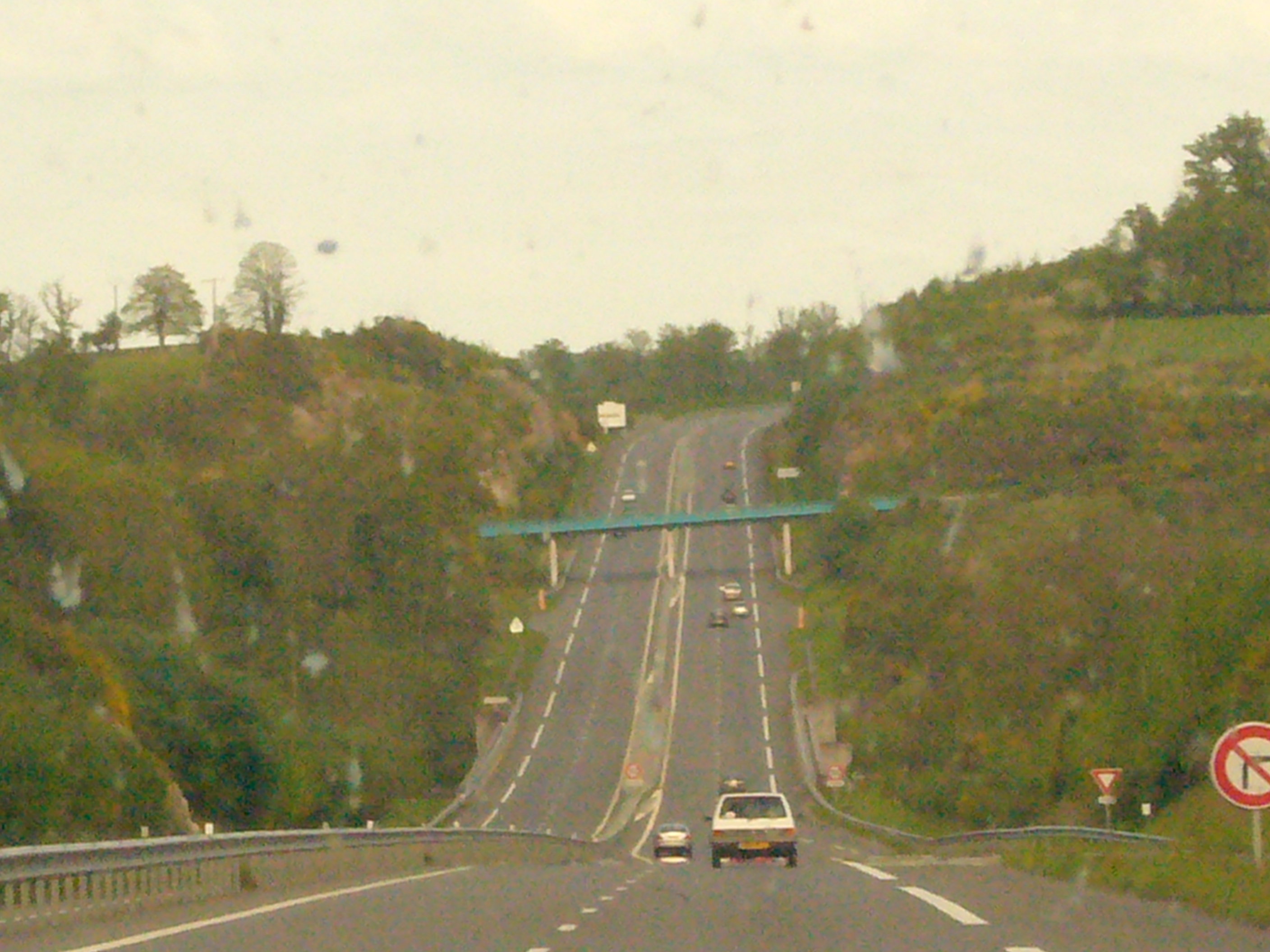
Déviation de Saint-Junien, vers Limoges.
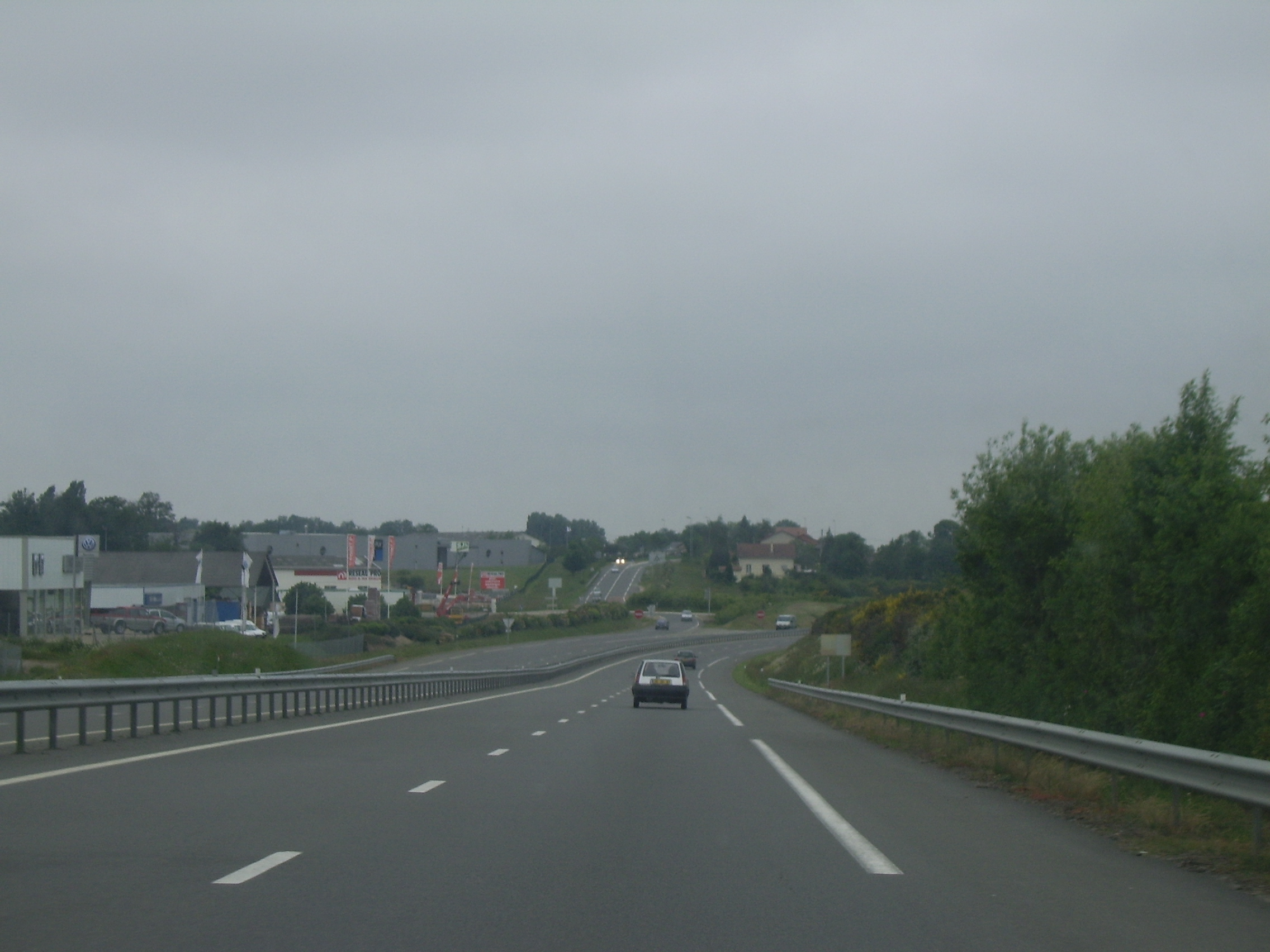
À l'arrivée à Saint-Junien par Limoges.
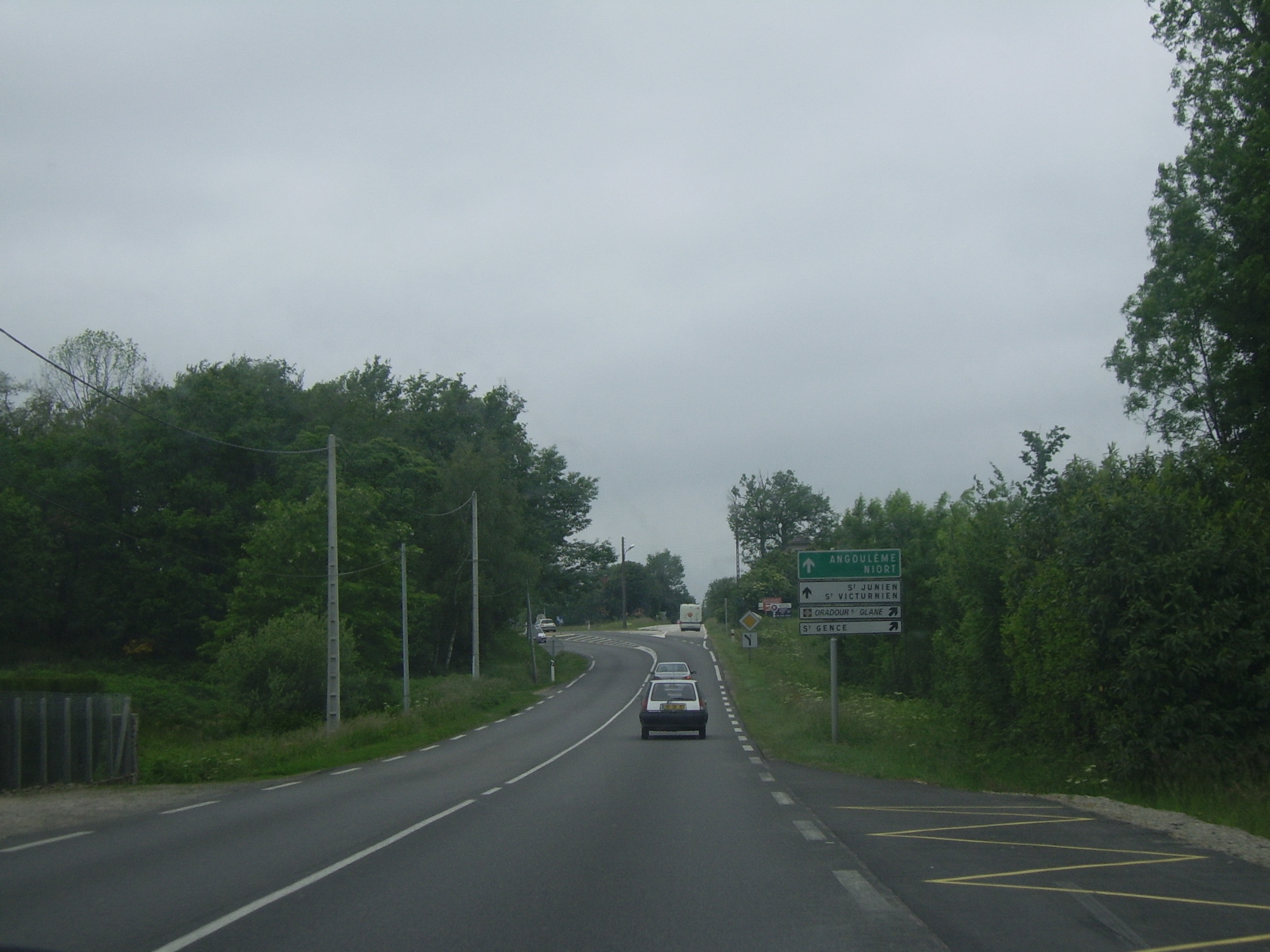
Près d'Oradour-sur-Glane.
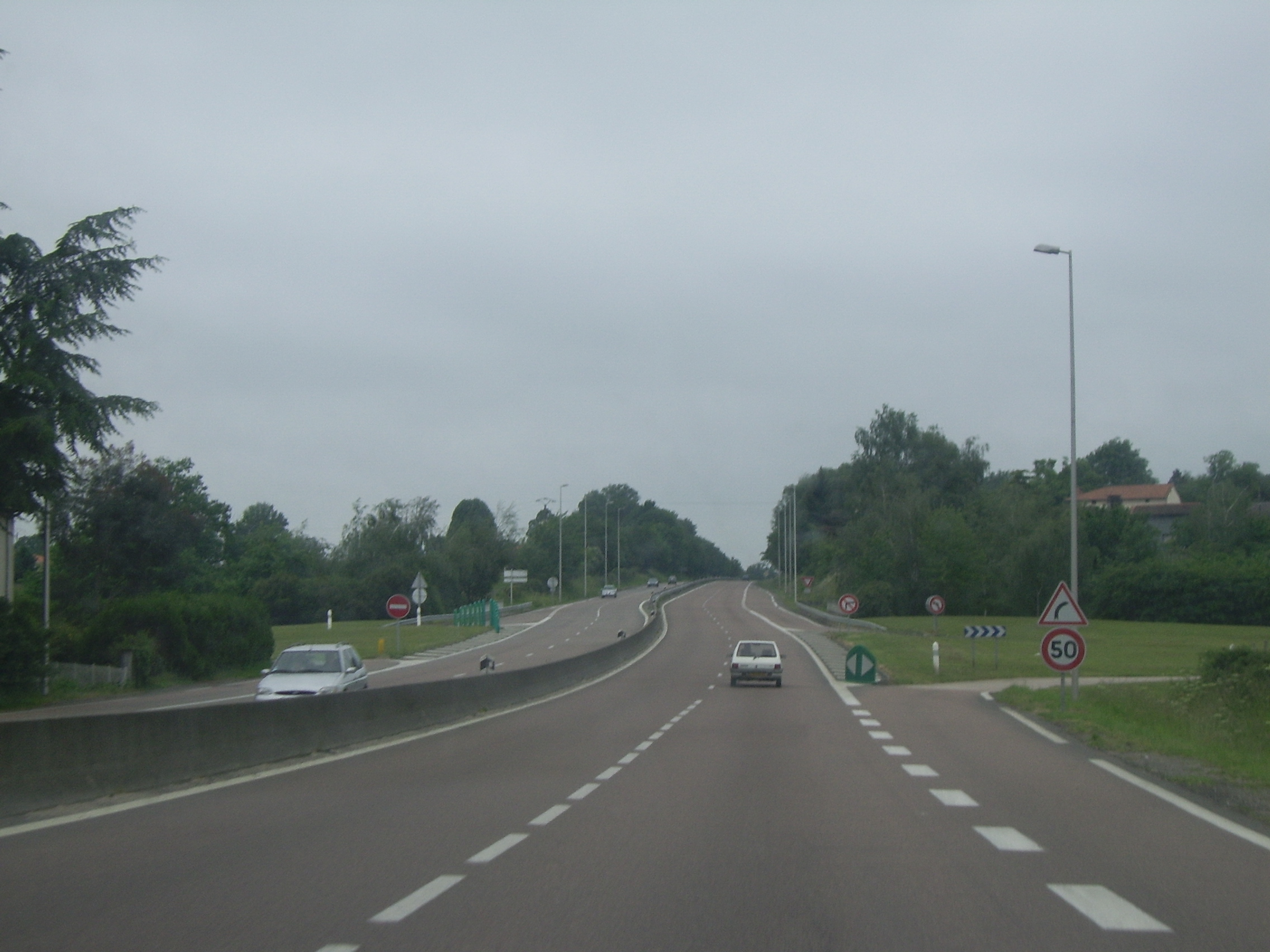
À la sortie de Limoges vers Angoulême.